# アキトム!
『アキトム!』は北海道放送・HBCラジオで、小橋亜樹（アキ）・中野智樹（トム）コンビで放送されている生放送バラエティワイド番組のシリーズ。
本記事は、『アキトム!』シリーズの概要を記し、詳細は各番組記事に記す。

## 概要
1999年10月に小橋が出演、中野が構成作家・中継ディレクターを務める『アダルト・オリエンテッド・プログラム MOVE ON』が放送開始。2000年のナイターオフ期から、中野が番組パーソナリティとして出演を始める、現在の〝アキトム〟コンビが誕生。
2001年4月、『MOVE ON』の1コーナーだった『MOVE ON ベストテンほっかいどう』が独立、『アキ&トムのベストテンほっかいどう21』として、3年半にわたって放送されることになる。
2004年4月から『ベストテンほっかいどう』自体は、小橋がメインパーソナリティを務める形で『ベストテンほっかいどう～ONE～』として継続、それとは別に過去のパーソナリティがDJを務める『ベストテンほっかいどう～WITH～』を放送、木曜WITHはアキトムコンビであった。
2005年4月からは『ベストテンほっかいどう』にタイトルが戻って、アキトムコンビで放送継続、9月末で小橋が抜け、中野とMAYUのパーソナリティで2020年9月まで放送された。
その一方で、2005年10月以降『ベストテン』のアキトムコンビの人気の高さから『アキトム!』がスタートすることになる。放送時間枠の移動とタイトルの小規模な変更を行いながら15年以上放送を続けている。

## アキトム!シリーズ
- 期間限定バラエティー アキトム! (仮) - 実質「アキトムのベストテンほっかいどう」の後継番組
  - 放送期間：2005年10月 - 2006年3月
  - 放送時間：毎週日曜14:00 - 17:00
- 時間変動バラエティー アキトム! ( )
  - 放送期間：2006年4月 - 2006年9月、2007年4月 - 2007年9月
  - 放送時間：毎週日曜16:00 - 18:30
  - タイトルが「時間変動」なのは、「HBCスーパーベースボール サンデーファイターズ」終了後からの放送のため。ナイターイン限定タイトル。
- 期間延長バラエティー アキトム! DX
  - 放送期間：2006年10月 - 2007年3月
  - 放送時間：毎週日曜13:00 - 17:00
  - 「HBCスーパーベースボール サンデーファイターズ」中継機関終了の伴うナイターオフ限定タイトル。
- 継続断行バラエティー アキトム! (編成困惑)
  - 放送期間：2007年10月 - 2008年3月
  - 放送時間：毎週日曜14:00 - 17:00
- 5丁目STATION アキトム! (3スタ生)
  - 放送期間：2008年4月 -
  - 放送時間：毎週月曜19:00 - 21:00
  - 番組始まって以来、初めての枠移動。移動日のためナイター中継もなく、基本的に毎週放送されている。

## 関連番組
- 1条STATION ヨシトモ! (2スタ録音) - 各番組のパロディをすることで「HBCラジオの各番組宣伝」を兼ねた番組であった。もちろん、番組タイトルも『アキトム!』の捩りであり、タイトルロゴも似ている。2009年10月（この当時は恐らく5:47 PMからの放送であった）から2011年10月2日まで [金曜日の11:30 PM - 12:00 AM（リスナーへの挑戦編）と日曜日の9:00 PM - 10:00 PM（解決編）] 放送されていた。